# Сомерс, Джон, 1-й барон Сомерс
Джон Сомерс, 1-й барон Сомерс (англ. John Somers, 1st Baron Somers, 1651—1716) — британский юрист и государственный деятель. Был одним из лидеров партии вигов, входил в так называемую «хунту вигов» — комитет из 7 человек, фактически руководивший партией. Известен своим участием в качестве адвоката на процессе семи епиcкопов 1688 года, значительным влиянием в процессе урегулирования последствий английской революции. Занимал посты генерального атторнея Англии и Шотландии, лорда-канцлера Англии и лорда-председателя совета, а также президента Лондонского королевского общества.